# Mike Williams (dj)
Mike Willemsen (Kortenhoef, 27 november 1996), is een Nederlandse diskjockey, pianist en muziekproducent. Hij wordt gezien als een van de pioniers van het future bounce-genre, een subgenre van future house, samen met DJ's Brooks en Mesto.